# Earl of Dartmouth

Wappen der Earls of Dartmouth

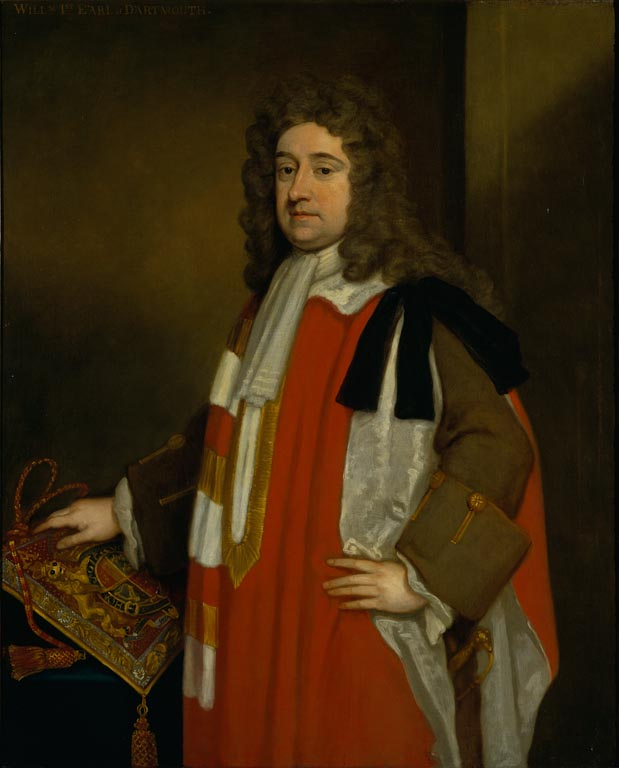
William Legge, 1. Earl of Dartmouth

Earl of Dartmouth ist ein erblicher britischer Adelstitel in der Peerage of Great Britain.

## Verleihung
Der Titel wurde am 5. September 1711 für William Legge, 2. Baron Dartmouth geschaffen. Zusammen mit dem Earldom wurde ihm der nachgeordnete Titel Viscount Lewisham, in the County of Kent, verliehen. Bereits am 25. Oktober 1691 hatte er von seinem Vater den am 2. Dezember 1682 in der Peerage of England geschaffenen Titel Baron Dartmouth, of Dartmouth in the County of Devon, geerbt.
Heutiger Titelinhaber ist sein Nachfahre William Legge als 10. Earl.

## Liste der Earls of Dartmouth (1711)
- William Legge, 1. Earl of Dartmouth (1672–1750)
- William Legge, 2. Earl of Dartmouth (1731–1801)
- George Legge, 3. Earl of Dartmouth (1755–1810)
- William Legge, 4. Earl of Dartmouth (1784–1853)
- William Legge, 5. Earl of Dartmouth (1823–1891)
- William Legge, 6. Earl of Dartmouth (1851–1936)
- William Legge, 7. Earl of Dartmouth (1881–1958)
- Humphry Legge, 8. Earl of Dartmouth (1888–1962)
- Gerald Legge, 9. Earl of Dartmouth (1924–1997)
- William Legge, 10. Earl of Dartmouth (* 1949)

Mutmaßlicher Titelerbe (Heir Presumptive) ist der jüngere Bruder des aktuellen Titelinhabers, Rupert Legge (* 1951).